# طوم هارمون
طوم هارمون (بالإنجليزية: Tom Harmon) هو لاعب كرة سلة ولاعب كرة قدم أمريكية وممثل أمريكي، ولد في 28 سبتمبر 1919 برينسيلار في الولايات المتحدة، وتوفي في 15 مارس 1990 بلوس أنجلوس في الولايات المتحدة بسبب مرض. من الجوائز التي نالها وسام القلب الأرجواني ووسام النجمة الفضية.

## جوائز
- وسام القلب الأرجواني
- وسام النجمة الفضية

## وصلات خارجية
- طوم هارمون على موقع مرجع كرة القدم المحترفة.كوم (الإنجليزية)

- طوم هارمون على موقع IMDb (الإنجليزية)
- طوم هارمون على موقع الموسوعة البريطانية (الإنجليزية)
- طوم هارمون على موقع إن إن دي بي (الإنجليزية)
- طوم هارمون على موقع ديسكوغز (الإنجليزية)
- طوم هارمون على موقع قاعدة بيانات الفيلم (الإنجليزية)